# 卡貝塞拉什德巴什圖
卡貝塞拉什德巴什圖（葡萄牙語：Cabeceiras de Basto），是葡萄牙的城鎮，位於該國北部，由布拉加區負責管轄，始建於1514年，面積241.82平方公里，2011年人口16,710，人口密度每平方公里69人。

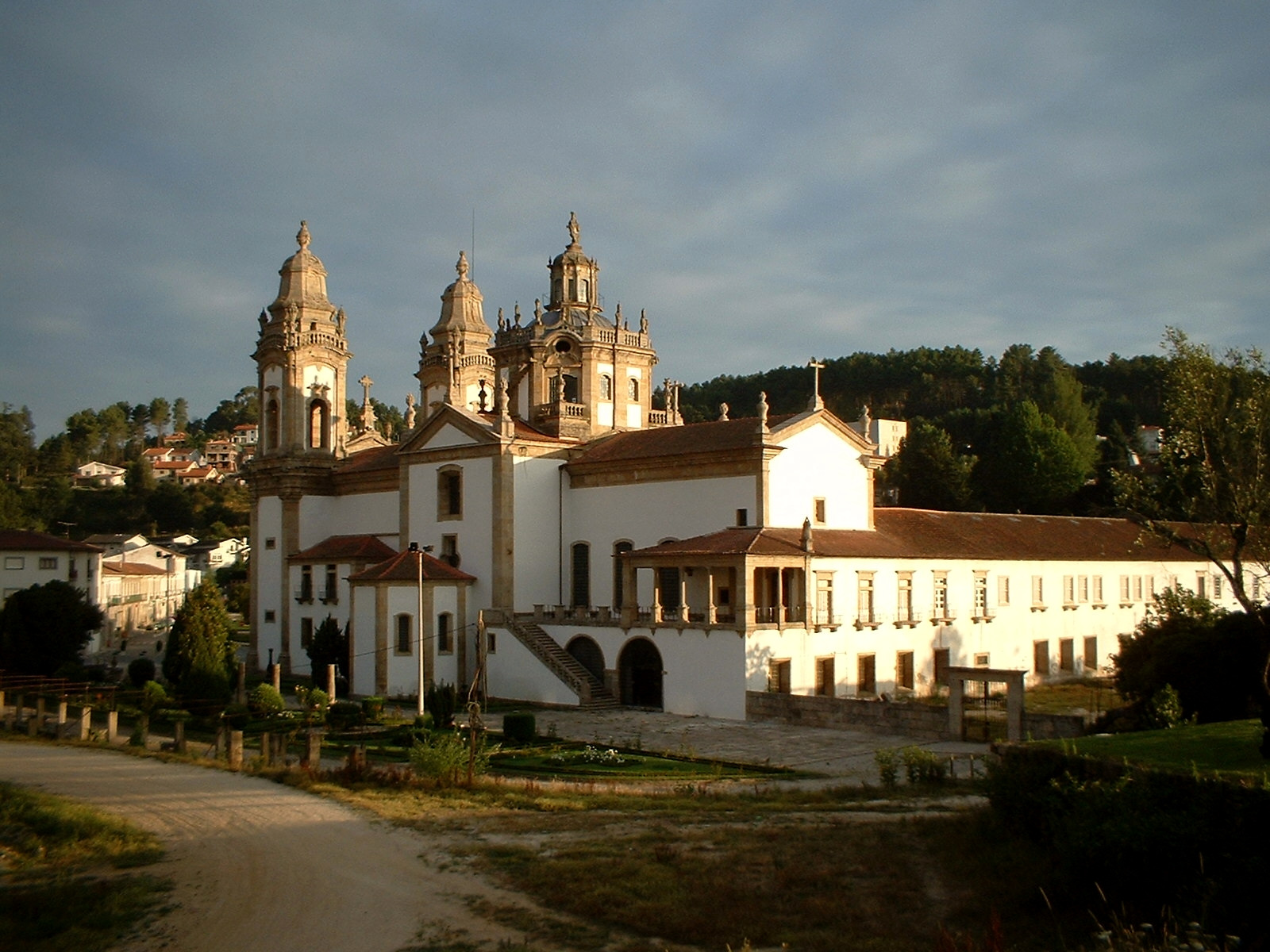

41°32′N 8°1′W / 41.533°N 8.017°W